# (32941) 1995 UY4
1995 UY4 (asteroide 32941) é um asteroide da cintura principal. Possui uma excentricidade de 0.15604110 e uma inclinação de 11.20847º.
Este asteroide foi descoberto no dia 24 de outubro de 1995 por Augusto Testa e Graziano Ventre em Sormano.